# Fort bezuiden Spaarndam

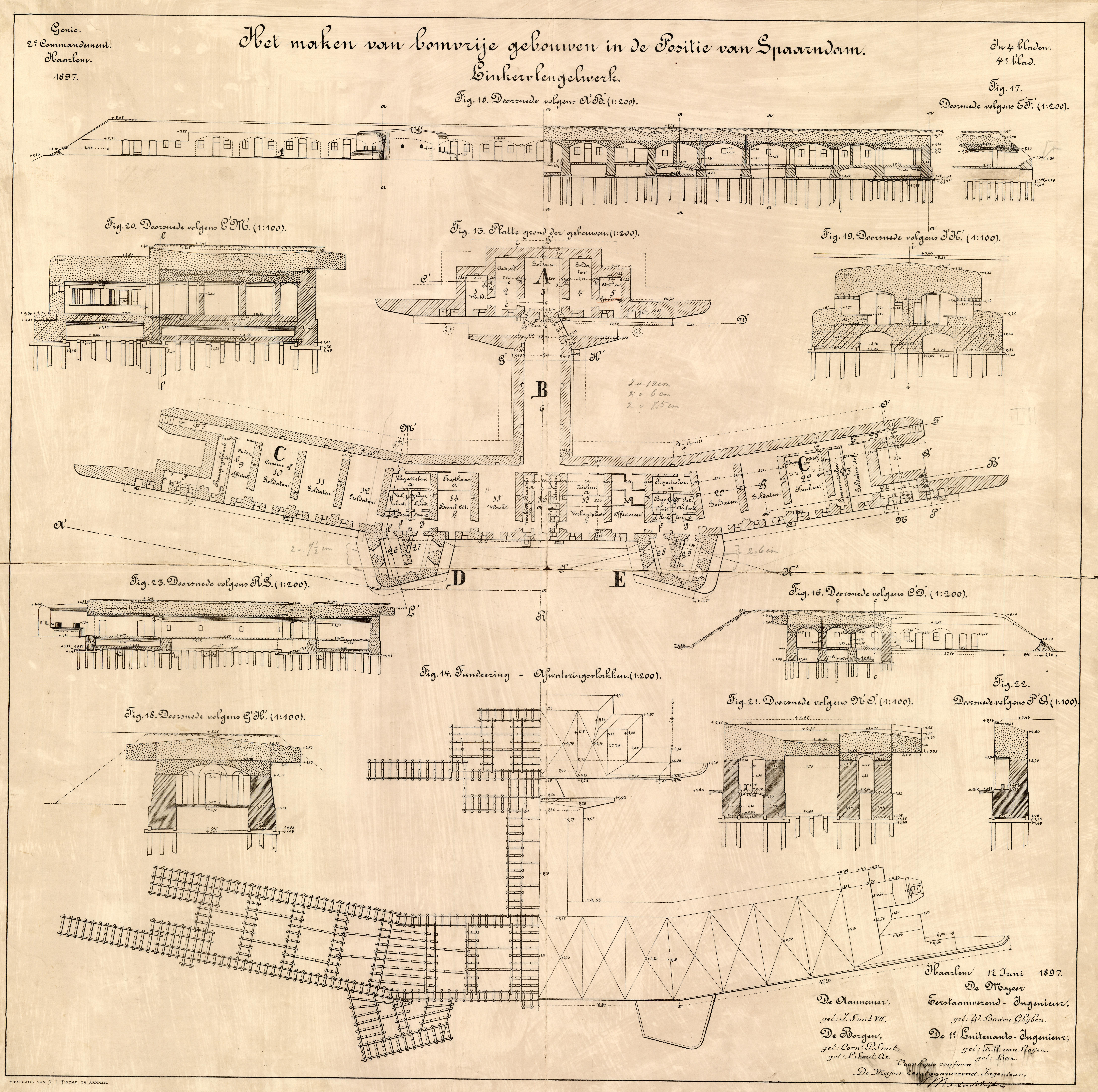
Bouwtekening en plattegrond fort

Het Fort bezuiden Spaarndam is een fort van de Stelling van Amsterdam. Het is gelegen ten zuidwesten van Spaarndam-West, aan het Noorder Buiten Spaarne. Dit fort was oorspronkelijk bedoeld om Amsterdam te verdedigen tegen een potentiële aanvaller. Het fort is gerestaureerd en herbergt onder meer een kunstgalerie en een café.

## Beschrijving
Het fort is aangelegd in de periode 1882-1903. In 1884 werd de fortgracht gegraven en de aardwerken aangelegd. In 1901 was het fort gereed met de voltooiing van het betonnen bomvrije gebouw. Fort bezuiden Spaarndam was, evenals Fort benoorden Spaarndam, een van de eerste forten gemaakt van ongewapend betoncement. Het fort werd een stuk kleiner dan het noordelijke fort en bood aan 177 soldaten en officieren onderdak. Een vijandelijke aanval werd verwacht uit het noordwesten en verder was versterking uit de kazerne in Haarlem dichtbij.

### Taak
Tussen Spaarndam en de duinen is slechts een smalle strook terrein om onder water te zetten. Het Fort moest tijdens oorlogsgevaar de duiker afsluiten, die de verbinding vormde tussen de gracht en het Spaarne. Het stoomgemaal kon dan het water oppompen en via kanaaltjes naar de Spaarndammerpolder leiden ter inundatie. Het fort moest dan samen met het Fort benoorden Spaarndam met hun geschut de toegangswegen naar Amsterdam afsluiten. De Positie bij Spaarndam bestaat uit twee forten, een liniewal en twee nevenbatterijen.
Om deze taken goed uit te kunnen voeren was het fort zwaar bewapend. In de zuidelijke keelkazemat stonden twee kanonnen met een kaliber van 10 cm om het volgende fort, Fort bij Penningsveer, te dekken. In de noordelijke keelkazemat stonden twee kleinere kanonnen met een kaliber van 7 cm omdat Fort benoorden Spaarndam relatief dichtbij lag. De keelzijde werd vanuit de keelkazematten gedekt door mitrailleurs en geweren. Verdediging naar voren gebeurde door middel van twee 6 cm snelvuurkanonnen in hefkoepels. Deze laatste twee kanonnen zijn tijdens de Tweede Wereldoorlog door de Wehrmacht opgeblazen en het staal is afgevoerd voor de Duitse oorlogsindustrie.

## Huidige situatie
Na de Tweede Wereldoorlog werd het fort gebruikt als munitiedepot voor het Nederlandse leger. Hier kwam aan het begin van de jaren tachtig een einde na het gereed komen van het mobilisatiecomplex in het zogenaamde Munitiebos recht voor het Fort benoorden Spaarndam. Het fort stond lange tijd leeg, maar door acties van actieve buurtbewoners werd het gebouw gerestaureerd en de oude toegangsbrug herbouwd. De restauratie werd in 1999 afgerond, waarna een kanovereniging, een restaurant en een kinderopvang gebruik maken van het fort.

### Muurschilderingen

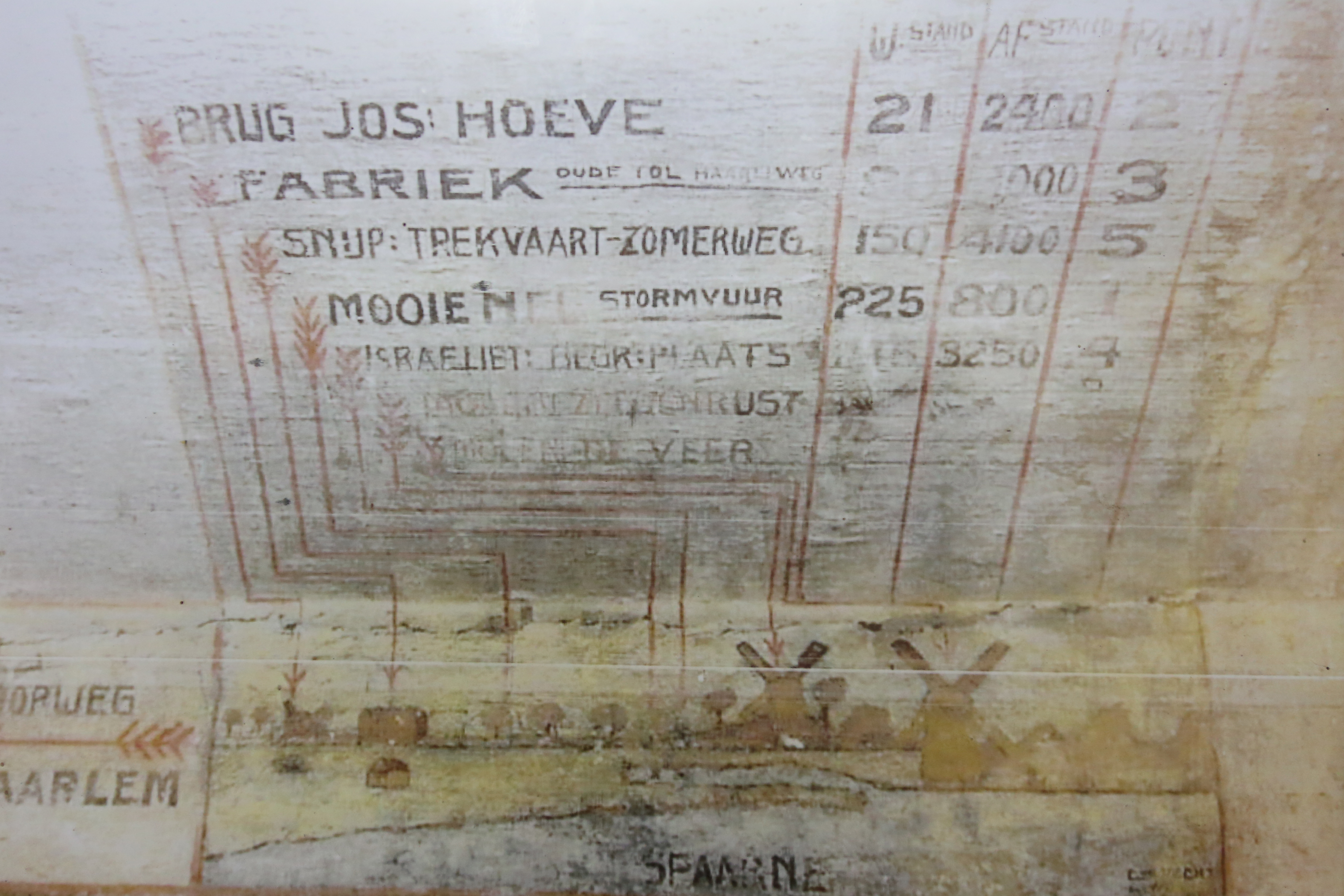
Panoramaschets in de linker keelkazemat

Het fort is op diverse plaatsen aangekleed met muurschilderingen. De meeste zijn van Louis Kortenhorst, hij zat tussen 1901 en 1906 hij op Rijksnormaalschool voor Teekenonderwijzers. In 1908 vervulde hij zijn dienstplicht in Amsterdam, waar hij voornamelijk in de Oranje-Nassau Kazerne verbleef. Tijdens de mobilisatie van de Eerste Wereldoorlog werd hij en enkele broers gestationeerd op Fort bezuiden Spaarndam. Opvallend is de geschilderde panoramaschets bij de positie van de kanonnen en insteltabellen in de linker keelkazemat.

### Voorstelling bij Spaarndam
Aan de westzijde is er achter het inundatiegebied een voorterrein met betonnen granaatvrije onderkomens, waar in de jaren vijftig een Munitiemagazijncomplex gebouwd is.

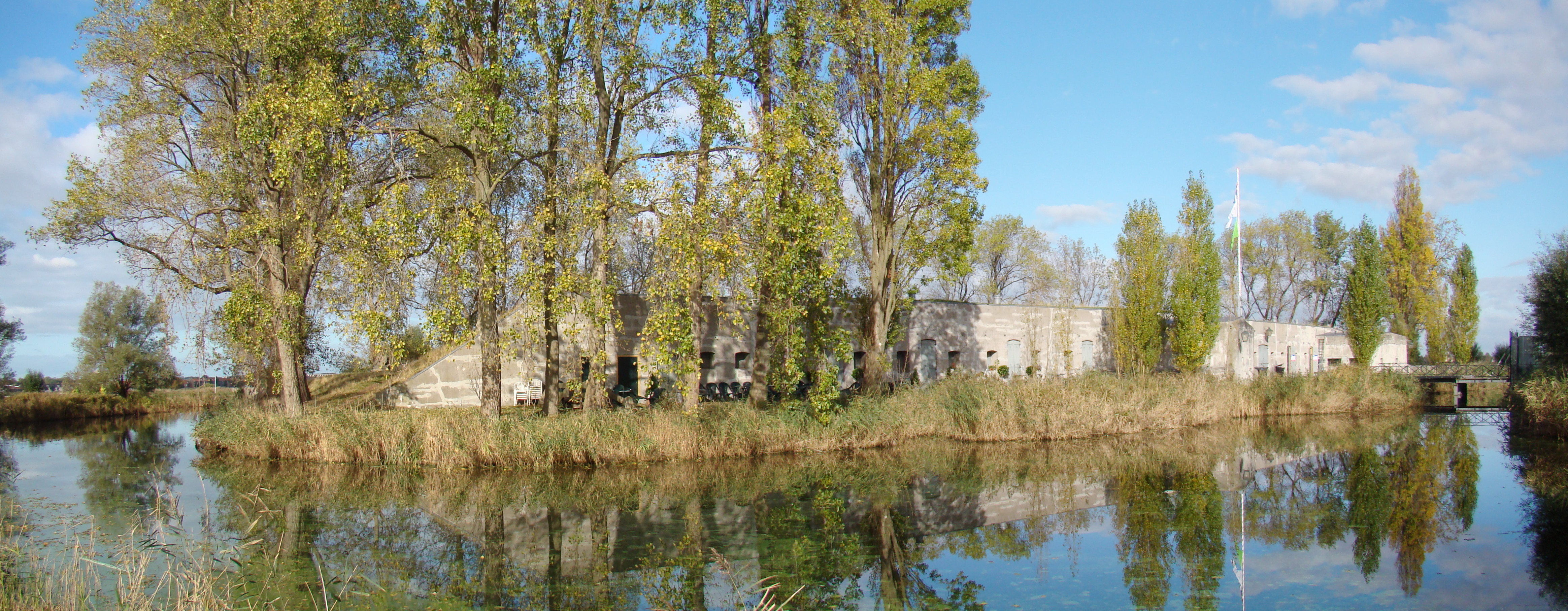
Fort bezuiden Spaarndam in 2009.